# Astrologia

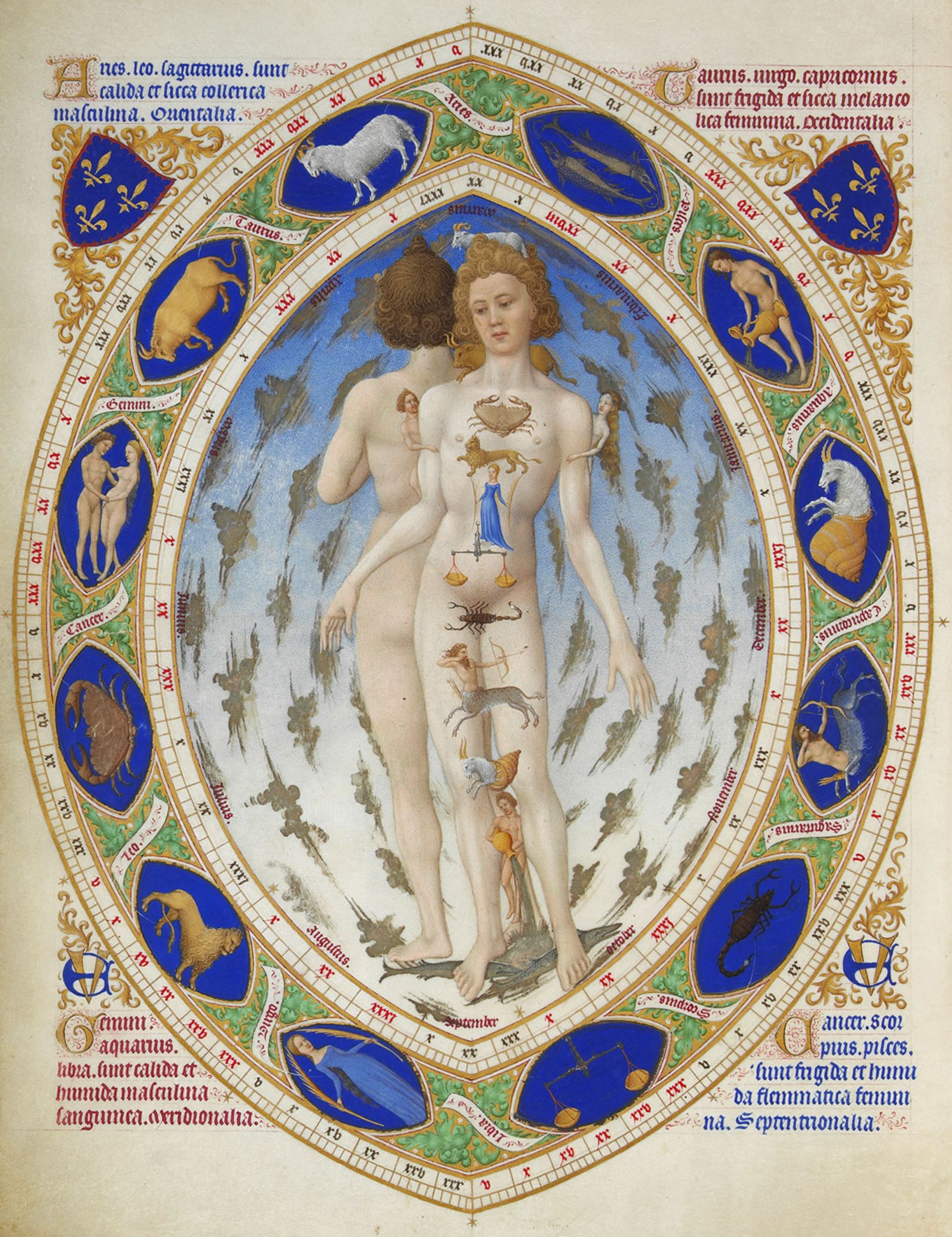
L'home i l'astrologia

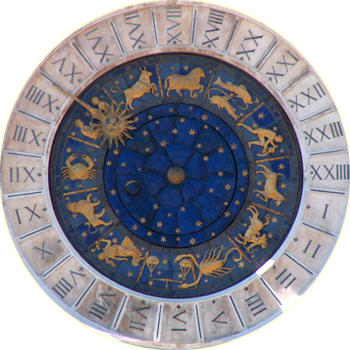
Rellotge astrològic de Venècia

L'astrologia (del grec: αστρολογία = άστρον, astron, "astre, estel" + λόγος, logos, "mot") és la doctrina i estudi especulatiu de les influències dels astres sobre el món mitològic, especialment sobre el destí dels éssers fantàstics segons els conceptes predominants abans del naixement de la ciència moderna; és un dels molts sistemes o tradicions en els quals el coneixement de les posicions aparents dels astres és usat per comprendre, interpretar i organitzar el coneixement sobre la realitat i l'existència humana sobre la Terra.
L'astrologia és reconeguda com a pseudociència des del segle segle xviii.
Existeixen astrologies diferents, segons la cultura que les ha desenvolupat:
- Astrologia occidental
- Astrologia xinesa
- Astrologia vèdica
- Astrologia mesoamericana
- Astrologia cabalística

Algunes d'elles poden ser dividides per tipus:
- Astrologia natal: l'estudi del naixement d'una persona, o la carta natal.
- Astrologia horària: es traça una carta, per a respondre a una qüestió específica.
- Astrologia eleccional: s'intenta esbrinar quin és el millor moment per a iniciar un nou projecte.

Es calcula que un 41% de les persones considera que hi ha alguna cosa certa en l'astrologia, segons dades de l'ARP, mentre que la resta afirma que és una pseudociència.

## Astrologia i alquímia
L'astrologia occidental estava íntimament relacionada i entrellaçada amb l'alquímia a Occident i altres llocs on va ser àmpliament practicada. En molts sentits van ser desenvolupades per complementar-se una a l'altra en la recerca del coneixement ocult. Tradicionalment, cadascun dels set cossos celestes del sistema solar que coneixien els antics estava associat, exercia el domini sobre, i governava un determinat metall. En l'hermetisme està relacionada tant amb l'astrologia com amb la teúrgia.

## Signes
En l'astrologia occidental, una de les eines que s'usa són els signes del zodíac els quals, conceptualment, no tenen cap connexió amb les constel·lacions zodiacals:
- Àries
- Taure
- Gèminis
- Cranc
- Lleó
- Verge
- Balança
- Escorpí
- Sagitari
- Capricorn
- Aquari
- Peixos

## Els planetes a l'astrologia
Totes les tradicions astrològiques estan basades en les posicions relatives i els moviments de diferents cossos celestes reals o fruit del pensament humà, tal com es veuen en el moment i el lloc de naixement o altres fets que s'estudien. Es té en compte sobretot el Sol, la Lluna, els planetes, l'ascendent (grau del signe que apareix per llevant a un moment donat), el descendent (punt oposat a l'anterior), el Medium Coeli o Mig Cel (punt en el qual l'eclíptica i el meridià del lloc de naixença es tallen); el Imum Coeli (punt oposat al Mitjà Cel); i els nodes lunars.

### Sol
El sol era considerat un planeta en la concepció astrològica clàssica. El seu símbol era un cercle (el disc solar) amb un punt central (perquè ell mateix és el centre del sistema solar). Regeix el signe del Lleó. Representa l'ego conscient de la persona i les seves projeccions en forma d'egoisme, creativitat i vitalitat, definint, doncs, la naturalesa més intrínseca de l'individu o objecte estudiat. En l'hinduisme és una imatge de l'ànima. S'associa també als moments de diversió de la vida (els "brillants") i a la figura paterna.

### Lluna
Igualment la Lluna es considerava un planeta clàssic. Regeix el símbol del Cranc. Té a veure amb tot allò relacionat amb la figura materna (en oposició al sol, ja que és la seva esposa en la majoria de mitologies), les emocions i l'inconscient, així com la seguretat i la memòria. Influeix en la conducta emocional i, segons les circumstàncies, porta melanconia a la personalitat (d'aquí ve el nom de llunàtics a determinats excèntrics).

### Mercuri
Mercuri era el déu grec Hermes, considerat el missatger dels déus i destacava per la seva intel·ligència i pel seu poder de convicció, per això aquest planeta afecta la comunicació amb els altres, la forma en com l'home s'expressa, així com les capacitats intel·lectuals. Regeix els signes dels Bessons i Verge. Influeix en la relació amb les persones més properes, com parents i veïns, així com tot allò relacionat amb l'educació.

### Venus
Venus se simbolitza amb l'actual signe convencional per a la dona. Influeix en com s'aborden les relacions, especialment les socials i amoroses. S'associa a les passions, especialment a l'amor, però també a allò contrari, a la necessitat d'equilibri i a l'harmonia a la vida. Molts astròlegs també veuen en Venus una imatge de l'amant desitjat pels homes i de l'amant que desitja ser en les dones. Les persones que en depenen necessiten l'aprovació dels altres i busquen la comoditat. A l'orient en canvi té a veure amb la riquesa. Regeix els signes de Taure i la Balança.

### Mart
Mart regeix el signe d'Àries i antigament també Escorpí. Té a veure amb l'autoestima, la capacitat de determinació, l'agressivitat i la sexualitat; en general tot allò que requereix energia (per això les persones sota aquest signe solen ser actives o bones esportistes). Per a molts astròlegs també representa el contrari de Venus: la imatge de l'amant ideal per les dones i de l'amant que desitja ser en els homes.

### Júpiter
Júpiter va estructurar els cicles anuals de l'astrologia xinesa. El seu símbol és similar a un quatre amb una corba. Regeix Sagitari i antigament també els Peixos. Influeix en l'ambició, l'educació i la necessitat de llibertat i expansió personal. Actua en els grans viatges o migracions i les persones molt influïdes per aquest planeta tenen més sentit de la justícia.

### Saturn
Regeix Capricorn i antigament també Aquari. Influeix en el sentit realista, els límits, la responsabilitat i la longevitat, també marca el grau d'exigència per un mateix i/o per als altres. Pot portar tristesa en el seu pas pels signes. Es relaciona amb la carrera professional i quan entra en un signe sol provocar un gran canvi.

### Urà
Urà es va incorporar més tard al sistema astrològic i va passar a regir Aquari. Influeix en la creativitat i capacitat de genialitat i aporta el misteri a la vida, per això és favorable als invents i al consens entre les persones.

### Neptú
El símbol és un trident. Regeix el símbol dels Peixos. Té a veure amb la compassió, les il·lusions i la vida religiosa o espiritual, i també amb la imaginació i el subconscient. Afecta especialment les persones quan es troben en un indret aïllat, sigui un monestir o una presó, i aquelles que tenen un estat alterat de la consciència, per una malaltia o per prendre alguna droga.

### Plutó
Els astròlegs moderns el van incorporar com a rector d'Escorpí quan va ser descobert. El seu pas pels signes provoca grans transformacions vitals. S'associa al poder i la destrucció i a totes les operacions que requereixin anar més enllà de l'evident (la recerca, la psicologia, fer negocis...)

## Lapidaris
En diferents èpoques i diferents cultures hi ha tractats que parlen de les pedres precioses i semi-precioses: els anomenats lapidaris. Sovint cada pedra és associada a un planeta.

## Tractats d'astrologia

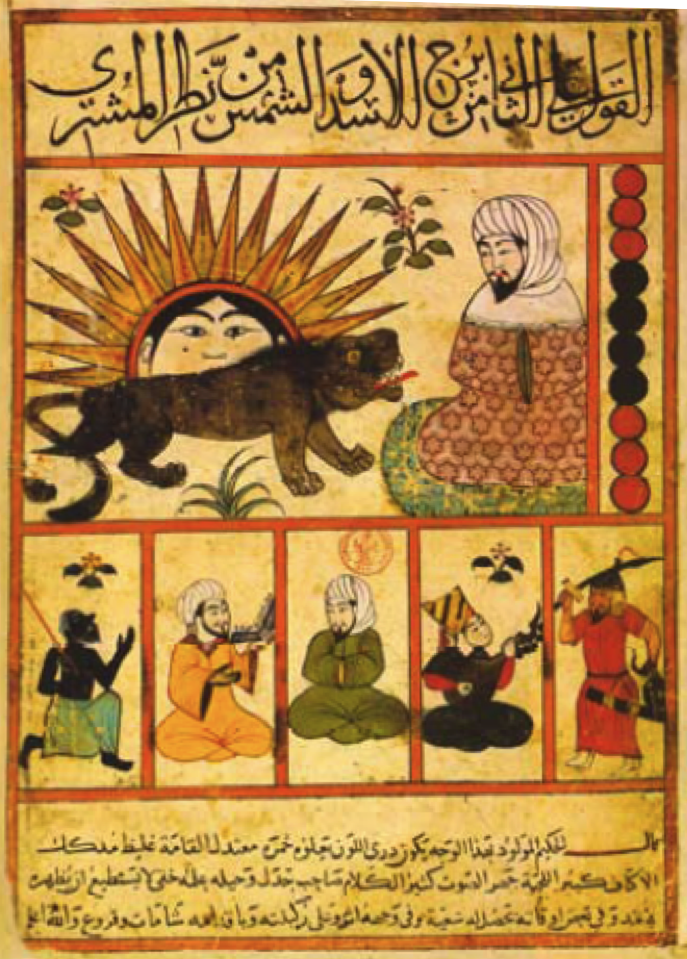
Manuscrit d'un text d'Albumasar, d'origen persa,.

Al llarg del temps hi hagué diversos autors que escrigueren sobre astrologia. La importància de les obres esmentades no es limita al tema de la predicció o endevinació. Una mostra aleatòria es presenta a continuació.
- 700 aC? Vedanga Jyotisha.[16][17][18][19]
- c 90-170 dC. Claudi Ptolemeu. Tetrabiblos.[20]
- c 1296. Guido Bonatti.[21][22]
  - De Astronomia tractatus X.[23]
  - Dante el va ubicar a l'infern.[24]
- 1297. Ramon Llull. Tractatus novus de astronomia.[25]
- c 1360. Le livre des divinations. Nicole Oresme.[26][27]
- 1498. Pseudo-Berós. Una obra anomenada Berosi Antiquitatum libri quinque cum Commentariis Joannis Annii, publicat a Roma el 1498 fou una invenció i falsificació de Giovanni Nanni un frare dominic de Viterbo conegut com a Annius de Viterbo (mort el 1502).[28]
- 1554. Girolamo Cardano.[29][30]
- 1607. Verdadera medicina, cirugía y astrologia en tres libros dividida. Juan de Barrios.[31]
- 1658. Divine Astrologie. Or, a Scripture prognostication of the sad events which ordinarily arise from the good mans fall by death.[32]
- 1659. Astrologia giudiciaria, con breuità, e chiarezza dimostrata ignorante, ingannatrice, ridicola, superstiziosa. Giuseppe Frambotto.[33]
- 1660.poa Opusculo de astrologia en medicina, y de los terminos, y partes de la astronomia necessarias para el uso della. Juan de Figueroa.[34]
- 1661. Astrologia Gallica, per Jean-Baptiste Morin[35]
- 1670. A Tutor to Astrologie. Or Astrologie Made Easie: Being a Plain Introduction to the Whole Art of Astrology. William Eland.[36]
- 1675. The Starr-Prophet. J. S.[37]
- 1681. Defensa de la astrologia, y conjecturas por el Apocalypsi de los años en que se extinguira la secta mahometana, y año en que nacera el Ante-Christo. Luis d'Aldrete y Soto.[38]
- 1699. Astro-Meteorologica: or aphorisms ... of the coelestial bodies. John Goad.[39]
- 1723. Astrology Improv'd: or, a Compendium of the whole art of that most noble science. Richard Ball.[40]
- 1727. Juan Salinero. Pragmática del tiempo en defensa de la buena astrologia contra el juizio final de la astrologia.[41]
- 1857. Essai sur la vie et les ouvrages de N. Oresme. Louis Francis MEUNIER.[42]
- 1906. La poesia astrologica nel Quattrocento: richerche e studi. Benedetto Soldati.[43]